# بوکولوم
بوکولوم (انگلیسی: Bucolome) یک مشتق باربیتورات است که برخلاف بسیاری از باربیتورات ها، هیچ اثر آرام بخش یا خواب آور قابل توجهی ندارد، اما در عوض به عنوان یک مسکن و ضد التهاب عمل می‌کند. همچنین به عنوان یک مهارکننده CYP2C9 عمل می‌کند و متابولیسم چندین داروی رایج را کاهش می‌دهد، که آن را برای تقویت یا افزایش مدت اثر آن داروها یا کاهش تولید متابولیت‌های ناخواسته سودمند می‌کند.